# Dambisa Moyo

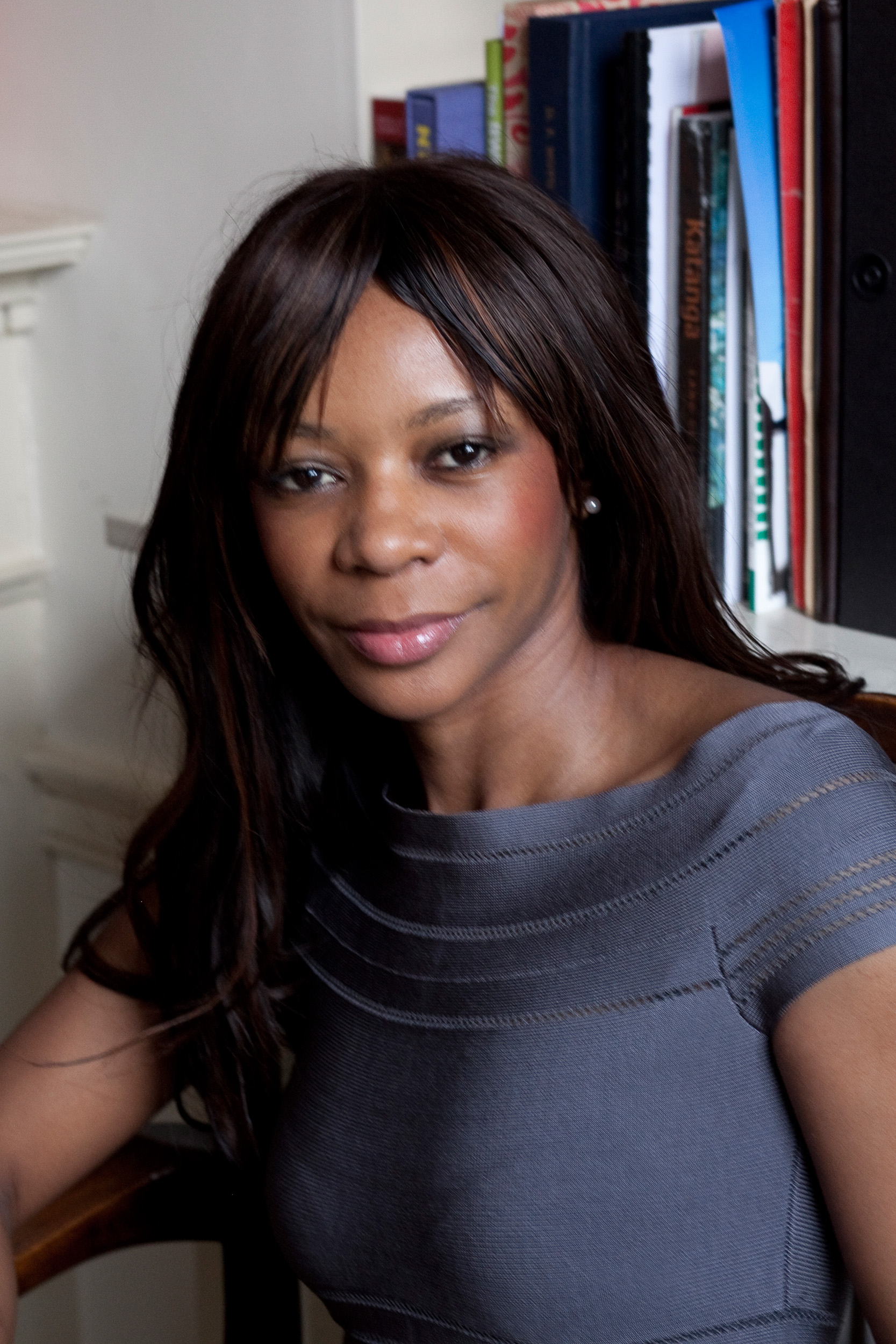
Dambisa Moyo, 2010

Dambisa Moyo (* 2. února 1969 Lusaka, Zambie) je ekonomka zambijského původu, která píše o makroekonomii a globálních záležitostech. Je autorkou knih Dead Aid (2009), How the West Was Lost (2011; česky Kterak Západ zbloudil, 2015) a Winner Take All (2012).

## Život a dílo
Narodila se a vyrůstala v Lusace v Zambii. Roku 1997 získala titul Master of Public Administration (MPA) na Harvardově univerzitě a roku 2002 doktorát z ekonomie (D. Phil.) na Oxfordské univerzitě. Kromě toho získala tituly Master of Business Administration (MBA) v oblasti financí a Bachelor of Science (B.S.) v chemii na American University ve Washingtonu. Pracovala jako poradkyně Světové banky a jako analytička investiční banky Goldman Sachs, kde se věnovala dluhovým kapitálovým trhům a pracovala jako ekonomka v týmu pro globální makroekonomii. Pravidelně přispívá do finančních deníků jako Financial Times a The Wall Street Journal. Podle amerického časopisu Time patří mezi 100 nejvlivnějších lidí světa roku 2009. Její knihy se dostaly do žebříčku bestsellerů podle deníku The New York Times.